# Melania (Vorname)
Melania ist ein weiblicher Vorname, eine Variante des Namens Melanie.

## Namensträgerinnen
- Melania die Ältere (342–409), römische Adelige, Gründerin eines Klosters, als Heilige verehrt
- Melania die Jüngere (383–439), römische Klostergründerin, Asketin, christliche Heilige

- Melania-Gabriela Ciot (* 1975), rumänische Politikwissenschaftlerin und Politikerin (PSD)
- Melania Dalla Costa (* 1988), italienisch-französische Schauspielerin, Drehbuchautorin, Filmemacherin und Aktivistin
- Melania Gabbiadini (* 1983), italienische Fußballspielerin
- Melania Grego (* 1973), italienische Wasserballspielerin
- Melania Mazzucco (* 1966), italienische Schriftstellerin
- Melania Singer (* 1967), deutsche Filmeditorin
- Melania Trump (* 1970), ehemaliges slowenisch-US-amerikanisches Model, als Ehefrau von Donald Trump First Lady der Vereinigten Staaten